# Hazen (Arkansas)
Hazen – miasto w Stanach Zjednoczonych, w stanie Arkansas, w hrabstwie Prairie.